# Julius Malten
Julius Malten (11. Mai 1860 in Paderborn – 3. Juli 1915 in Berlin) war ein deutscher Opernsänger (Tenor) und Geiger.

## Leben
Malten, Sohn eines Mühlenbesitzers, begab sich zur weiteren Ausbildung in der Mühlentechnik nach St. Paul in die USA. Er nahm jedoch daselbst als Geiger in einem Orchester Engagement und als durch Zufall seine Stimme entdeckt wurde, beschloss er, dieselbe ausbilden zu lassen und sich der Bühne zuzuwenden.
Er nahm Unterricht bei Pasquale Brignoli und Madame de Roncourt und trat 1886 im Metropolitanopernhaus in New York zum ersten Mal auf. Nach einjährigem Wirken nahm er Engagement in Basel (1887), kam 1888 nach Lübeck, wo er als „Tamino“ debütierte, 1890 nach Bremen, 1891 nach Würzburg (Antrittsrolle „Faust“), 1893 Augsburg (Antrittsrolle „Lohengrin“) und trat 1894 in den Verband der Hofbühne in Weimar (Antrittsrolle „Tamino“), wo er bis 1902 verblieb.
Von 1902 bis 1904 war er am Stadttheater von Lübeck, von 1904 bis 1906 am Theater von Reichenberg, von 1906 bis 1907 am Opernhaus von Laibach und zuletzt von 1907 bis 1908 am Theater von Czernowitz engagiert.
Er war auch als Konzertsänger erfolgreich. Nach Ende seiner Bühnenkarriere lebte er in Berlin.